# Impresa
Impresa é o maior grupo de comunicação social português, atuando em três áreas de negócio — edição impressa, digital e televisão.

## História
Em 1972, Francisco Pinto Balsemão funda a Sojornal/Expresso, com o intuito de produzir um semanário de qualidade em Portugal, apesar da censura aplicável na época. O jornal Expresso foi o "embrião" do grupo de comunicação social IMPRESA. É o jornal semanal mais vendido em Portugal e vencedor do European Newspaper Award em 2006. O grupo publica também revistas, jornais e detém canais de televisão. O digital é uma das novas apostas deste grupo de comunicação.

### Cronologia
| Cronologia | |
| --- | --- |
| \| 1972 \| Em 1972, Francisco Pinto Balsemão cria a Sojornal, acreditando que, apesar da censura e das dificuldades de toda a ordem, era possível fazer um semanário de qualidade. \| \| 1973 \| A 6 de Janeiro de 1973, Francisco Pinto Balsemão, lança a primeira edição do jornal Expresso, que se torna numa das referências da sociedade Portuguesa e foi a semente do grupo de comunicação social que é hoje a IMPRESA. \| \| 1975 \| Em 1975 é fundada a VASP para distribuir o Expresso, sendo parte do seu capital social adquirido pela Sojornal em 1981. A VASP hoje distribui as publicações do Grupo e dezenas de outras. \| \| 1988 \| A Controljornal é constituída em Abril de 1988, para ser a empresa Holding de todo o Grupo de Comunicação Social liderado por Francisco Pinto Balsemão, agrupando as diversas participações detidas pelo Grupo. \| \| 1989 \| Em 1989, é constituída uma ‘joint-venture’, com o grupo brasileiro Abril, dando origem ao nascimento da primeira revista de negócios em Portugal – Exame, marcando a entrada do Grupo, na área de revistas. \| \| 1991 \| Em Março de 1991, o Capital Social da Controljornal é aberto a investidores externos, criando-se uma “super” holding – IMPRESA – que concorre à atribuição dos primeiros canais de televisão privados, tornando-se num dos accionistas fundadores da SIC – Sociedade Independente de Comunicação. \| \| 1992 \| Em Outubro de 1992, arranca as emissões da SIC, o 1º canal de televisão privada em Portugal. A qualidade, a imagem e a independência permitiu à estação ter uma relação privilegiada com os telespectadores Portugueses, tornando a SIC líder de audiências em 1995, ao fim de apenas três anos de emissão. \| \| 1997 \| A SIC Internacional iniciou as emissões em setembro, com o objetivo muito ambicioso de chegar à vasta Comunidade Portuguesa espalhada por todo o mundo, assim como aos Países de Língua Oficial Portuguesa. \| \| 1999 \| Na segunda metade de 1999, a IMPRESA passou a deter o controlo de 51% do capital da SIC e 37.3% do interesse económico, abrindo o seu capital a novos investidores. \| \| 2000 \| No início de Abril de 2000, a IMPRESA aumentou o seu interesse económico na SIC para os 51%. Em Junho de 2000, a IMPRESA é admitida na Bolsa de Valores de Lisboa. \| \| 2001 \| Em 2001, iniciou-se um novo ciclo de expansão da SIC, desenvolvendo novas áreas de atividade, permitindo que a SIC, para além de canal principal, passasse a incluir vários canais temáticos – a SIC Notícias Notícias (que substitui o CNL, detendo 60% no arranque) e a SIC Radical. Passando também a ter interesses nas áreas de multimédia, merchandising e serviços técnicos (GMTS). Na internet aparece a SIC ONLINE. \| \| 2003 \| Em 2003, a área de revistas transformou-se na Edimpresa, com a IMPRESA, a deter 50%. do seu capital em conjunto com os suíços da Edipress, que detinham os outros 50%. Em meados de 2008, a IMPRESA adquiriu a totalidade do capital da Edimpresa. De seguida, procedeu-se à fusão das actividades de revistas e jornais, debaixo da sub-holding IMPRESA Publishing, Neste ano, destaque ainda para o nascimento de um novo canal temático: a SIC Mulher, no dia Internacional da Mulher, a 8 de Março. São criadas também a SIC Indoor e a SIC Esperança. \| \| 2005 \| No final de 2005, a IMPRESA adquiriu a posição minoritária da SIC, elevando a sua participação para os 100% do seu capital. No início de 2009, a SIC assegurou a totalidade do capital, da empresa que detinha o canal SIC Notícias. \| \| 2007 \| No 1º trimestre de 2007, a IMPRESA criou uma nova área de negócios, denominada IMPRESA Digital, onde se concentrou um portfólio de participações em várias empresas, com actividades na Internet e novas tecnologias. As quais se tornaram ativos base na estratégia de produção e distribuição digital de conteúdos, para múltiplas plataformas, como meio de potenciar as marcas do GrupoIMPRESA no mundo digital. \| \| 2008 \| No final de 2008, com a crise económica que se instalou em Portugal, e que se veio a deteriorar ao longo dos anos seguintes, obrigou o Grupo IMPRESA a reformular a sua estratégia, concentrando-se apenas, nas suas atividades principais, reduzindo o seu portfólio de publicações e empresas. Com esta medida, foi possível cortar nos custos operacionais em dezenas de milhões de euros, e simultaneamente reduzir o seu passivo remunerado. A Impresa Publishing tornou-se na maior editora de publicações portuguesas, com um portfólio de cerca de 30 publicações, onde se incluem o Expresso, Visão, Caras, Activa, Exame, entre outras. \| \| 2010 \| Em 2010, a SIC, envereda pela produção de novelas portuguesas, em parceria com SP Televisão e TV Globo. A primeira novela, “Laços de Sangue”, foi um grande sucesso de audiências, permitindo à SIC recuperar a liderança dos principais targets comercias no horário nobre. Foi o início de várias produções de sucesso até aos dias de hoje, como o “Sol de Inverno”, “Mar Salgado” e já em 2015, o “Coração de Ouro”. Em 2011, a novela “Laços de Sangue” foi premiada com um Emmy, na categoria de novelas, proporcionando nos anos seguintes, a abertura os mercados internacionais das produções de novelas, pela SIC. \| \| 2011 \| Em 2011, no âmbito duma reestruturação do Grupo, a área digital ficou reduzida, à InfoPortugal – Desenvolvimento e Produção de Conteúdos Georreferenciados, à Olhares, que detêm o maior portal de fotografia de língua portuguesa e à DGSM. Posteriormente, em 2012, a DGSM foi vendida à Nonius Software, em troca duma participação de 15,06%, que se dedica ao fornecimento de HSIA e serviços de hospitalidade para indústria hoteleira. A posição da Nonius foi entretanto alienada em 2015. \| \| 2013 \| A SIC lançou o seu quinto novo canal temático: SIC CARAS, a 6 de Dezembro, que herda o nome os valores da revista CARAS \| \| 2014 \| Em 2014, no âmbito da sua expansão digital, o EXPRESSO lança o EXPRESSO Diário, um jornal diário só disponível online, para assinantes e compradores da versão em Papel. Rapidamente se torna um caso de sucesso, em menos de 2 anos, o número de clientes digitais do EXPRESSO supera a marca dos 17 mil, representando cerca de 20% da sua circulação total. No final de 2014, a SIC lançou o seu primeiro canal especificamente dedicado aos mercados africanos de língua portuguesa – DSTV Kids, em exclusividade pata plataforma DSTV. \| \| 2015 \| A SIC estava presente em 14 países, através de 53 operadores com 7 canais, abrangendo mais de 6 milhões de telespetadores. Em 2015, o Grupo IMPRESA é o maior Grupo de comunicação social em Portugal, com uma faturação de 230 M€. A actividade está dividida por duas áreas de negócio – Televisão e Publishing, com interesses que abrangem uma estação de televisão, SIC, 7 canais temáticos, o jornal Expresso, um extenso portfólio de revistas (Visão, Caras, TV Mais, entre outras), várias propriedades na Internet e aplicações, uma empresa de novas tecnologias, mantendo ainda, interesses na distribuição de publicações. No âmbito da sua expansão digital, é lançado pelo Expresso, uma newsletter diária, no início de cada manhã - Expresso Curto - com uma breve sintense do que se passa no país e no mundo. \| \| 2016 \| O arranque de 2016 é marcado pela nova organização do Grupo IMPRESA, liderado pelo CEO Francisco Pedro Pinto Balsemão, ficando melhor preparado, para enfrentar os desafios impostos ao setor dos media. As telenovelas da SIC ‘Coração D´Ouro’ e ‘Mar Salgado’ conquistaram as medalhas de Ouro e Bronze, respectivamente, na categoria Telenovela, na gala de prémios do ‘New York Festival's World’s Best TV & Films℠ ’, que decorreu em Las Vegas. Foi a primeira vez que telenovelas produzidas no nosso país foram finalistas neste Festival, que conta com produções de cerca de 50 países. Começou a ampliação do edifício da Impresa Publishing para acolher a SIC e SIC Notícias em 2017. \| \| 2018 \| Vendeu as publicações Activa, Caras, Caras Decoração, Courrier Internacional, Exame, Exame Informática, Jornal de Letras, TeleNovelas, TV Mais, Visão História e Visão Junior, a favor da sociedade Trust in News. Esta alienação foi realizada no seguimento da concretização do Plano Estratégico para triénio 2017-2019, e do reposicionamento da atividade da IMPRESA, com um enfoque primordialmente nas componentes do audiovisual e do digital. \| | |
| 1972 | Em 1972, Francisco Pinto Balsemão cria a Sojornal, acreditando que, apesar da censura e das dificuldades de toda a ordem, era possível fazer um semanário de qualidade. |
| 1973 | A 6 de Janeiro de 1973, Francisco Pinto Balsemão, lança a primeira edição do jornal Expresso, que se torna numa das referências da sociedade Portuguesa e foi a semente do grupo de comunicação social que é hoje a IMPRESA. |
| 1975 | Em 1975 é fundada a VASP para distribuir o Expresso, sendo parte do seu capital social adquirido pela Sojornal em 1981. A VASP hoje distribui as publicações do Grupo e dezenas de outras. |
| 1988 | A Controljornal é constituída em Abril de 1988, para ser a empresa Holding de todo o Grupo de Comunicação Social liderado por Francisco Pinto Balsemão, agrupando as diversas participações detidas pelo Grupo. |
| 1989 | Em 1989, é constituída uma ‘joint-venture’, com o grupo brasileiro Abril, dando origem ao nascimento da primeira revista de negócios em Portugal – Exame, marcando a entrada do Grupo, na área de revistas. |
| 1991 | Em Março de 1991, o Capital Social da Controljornal é aberto a investidores externos, criando-se uma “super” holding – IMPRESA – que concorre à atribuição dos primeiros canais de televisão privados, tornando-se num dos accionistas fundadores da SIC – Sociedade Independente de Comunicação. |
| 1992 | Em Outubro de 1992, arranca as emissões da SIC, o 1º canal de televisão privada em Portugal. A qualidade, a imagem e a independência permitiu à estação ter uma relação privilegiada com os telespectadores Portugueses, tornando a SIC líder de audiências em 1995, ao fim de apenas três anos de emissão. |
| 1997 | A SIC Internacional iniciou as emissões em setembro, com o objetivo muito ambicioso de chegar à vasta Comunidade Portuguesa espalhada por todo o mundo, assim como aos Países de Língua Oficial Portuguesa. |
| 1999 | Na segunda metade de 1999, a IMPRESA passou a deter o controlo de 51% do capital da SIC e 37.3% do interesse económico, abrindo o seu capital a novos investidores. |
| 2000 | No início de Abril de 2000, a IMPRESA aumentou o seu interesse económico na SIC para os 51%. Em Junho de 2000, a IMPRESA é admitida na Bolsa de Valores de Lisboa. |
| 2001 | Em 2001, iniciou-se um novo ciclo de expansão da SIC, desenvolvendo novas áreas de atividade, permitindo que a SIC, para além de canal principal, passasse a incluir vários canais temáticos – a SIC Notícias Notícias (que substitui o CNL, detendo 60% no arranque) e a SIC Radical. Passando também a ter interesses nas áreas de multimédia, merchandising e serviços técnicos (GMTS). Na internet aparece a SIC ONLINE. |
| 2003 | Em 2003, a área de revistas transformou-se na Edimpresa, com a IMPRESA, a deter 50%. do seu capital em conjunto com os suíços da Edipress, que detinham os outros 50%. Em meados de 2008, a IMPRESA adquiriu a totalidade do capital da Edimpresa. De seguida, procedeu-se à fusão das actividades de revistas e jornais, debaixo da sub-holding IMPRESA Publishing, Neste ano, destaque ainda para o nascimento de um novo canal temático: a SIC Mulher, no dia Internacional da Mulher, a 8 de Março. São criadas também a SIC Indoor e a SIC Esperança. |
| 2005 | No final de 2005, a IMPRESA adquiriu a posição minoritária da SIC, elevando a sua participação para os 100% do seu capital. No início de 2009, a SIC assegurou a totalidade do capital, da empresa que detinha o canal SIC Notícias. |
| 2007 | No 1º trimestre de 2007, a IMPRESA criou uma nova área de negócios, denominada IMPRESA Digital, onde se concentrou um portfólio de participações em várias empresas, com actividades na Internet e novas tecnologias. As quais se tornaram ativos base na estratégia de produção e distribuição digital de conteúdos, para múltiplas plataformas, como meio de potenciar as marcas do GrupoIMPRESA no mundo digital. |
| 2008 | No final de 2008, com a crise económica que se instalou em Portugal, e que se veio a deteriorar ao longo dos anos seguintes, obrigou o Grupo IMPRESA a reformular a sua estratégia, concentrando-se apenas, nas suas atividades principais, reduzindo o seu portfólio de publicações e empresas. Com esta medida, foi possível cortar nos custos operacionais em dezenas de milhões de euros, e simultaneamente reduzir o seu passivo remunerado. A Impresa Publishing tornou-se na maior editora de publicações portuguesas, com um portfólio de cerca de 30 publicações, onde se incluem o Expresso, Visão, Caras, Activa, Exame, entre outras. |
| 2010 | Em 2010, a SIC, envereda pela produção de novelas portuguesas, em parceria com SP Televisão e TV Globo. A primeira novela, “Laços de Sangue”, foi um grande sucesso de audiências, permitindo à SIC recuperar a liderança dos principais targets comercias no horário nobre. Foi o início de várias produções de sucesso até aos dias de hoje, como o “Sol de Inverno”, “Mar Salgado” e já em 2015, o “Coração de Ouro”. Em 2011, a novela “Laços de Sangue” foi premiada com um Emmy, na categoria de novelas, proporcionando nos anos seguintes, a abertura os mercados internacionais das produções de novelas, pela SIC. |
| 2011 | Em 2011, no âmbito duma reestruturação do Grupo, a área digital ficou reduzida, à InfoPortugal – Desenvolvimento e Produção de Conteúdos Georreferenciados, à Olhares, que detêm o maior portal de fotografia de língua portuguesa e à DGSM. Posteriormente, em 2012, a DGSM foi vendida à Nonius Software, em troca duma participação de 15,06%, que se dedica ao fornecimento de HSIA e serviços de hospitalidade para indústria hoteleira. A posição da Nonius foi entretanto alienada em 2015. |
| 2013 | A SIC lançou o seu quinto novo canal temático: SIC CARAS, a 6 de Dezembro, que herda o nome os valores da revista CARAS |
| 2014 | Em 2014, no âmbito da sua expansão digital, o EXPRESSO lança o EXPRESSO Diário, um jornal diário só disponível online, para assinantes e compradores da versão em Papel. Rapidamente se torna um caso de sucesso, em menos de 2 anos, o número de clientes digitais do EXPRESSO supera a marca dos 17 mil, representando cerca de 20% da sua circulação total. No final de 2014, a SIC lançou o seu primeiro canal especificamente dedicado aos mercados africanos de língua portuguesa – DSTV Kids, em exclusividade pata plataforma DSTV. |
| 2015 | A SIC estava presente em 14 países, através de 53 operadores com 7 canais, abrangendo mais de 6 milhões de telespetadores. Em 2015, o Grupo IMPRESA é o maior Grupo de comunicação social em Portugal, com uma faturação de 230 M€. A actividade está dividida por duas áreas de negócio – Televisão e Publishing, com interesses que abrangem uma estação de televisão, SIC, 7 canais temáticos, o jornal Expresso, um extenso portfólio de revistas (Visão, Caras, TV Mais, entre outras), várias propriedades na Internet e aplicações, uma empresa de novas tecnologias, mantendo ainda, interesses na distribuição de publicações. No âmbito da sua expansão digital, é lançado pelo Expresso, uma newsletter diária, no início de cada manhã - Expresso Curto - com uma breve sintense do que se passa no país e no mundo. |
| 2016 | O arranque de 2016 é marcado pela nova organização do Grupo IMPRESA, liderado pelo CEO Francisco Pedro Pinto Balsemão, ficando melhor preparado, para enfrentar os desafios impostos ao setor dos media. As telenovelas da SIC ‘Coração D´Ouro’ e ‘Mar Salgado’ conquistaram as medalhas de Ouro e Bronze, respectivamente, na categoria Telenovela, na gala de prémios do ‘New York Festival's World’s Best TV & Films℠ ’, que decorreu em Las Vegas. Foi a primeira vez que telenovelas produzidas no nosso país foram finalistas neste Festival, que conta com produções de cerca de 50 países. Começou a ampliação do edifício da Impresa Publishing para acolher a SIC e SIC Notícias em 2017. |
| 2018 | Vendeu as publicações Activa, Caras, Caras Decoração, Courrier Internacional, Exame, Exame Informática, Jornal de Letras, TeleNovelas, TV Mais, Visão História e Visão Junior, a favor da sociedade Trust in News. Esta alienação foi realizada no seguimento da concretização do Plano Estratégico para triénio 2017-2019, e do reposicionamento da atividade da IMPRESA, com um enfoque primordialmente nas componentes do audiovisual e do digital. |

## Administração
Desde 2016 o CEO do Grupo é Francisco Pedro Balsemão filho de Francisco Pinto Balsemão que sucedeu ao cargo depois da demissão de Pedro Norton em 2016.

## Ativos

### Televisão
| - SIC - SIC Notícias - SIC Radical - SIC Mulher | - SIC K - SIC Caras - SIC Novelas - SIC Internacional - SIC Internacional África |

### Imprensa
| - Expresso |